# 15. ročník udílení Cen Sdružení filmových a televizních herců
15. ročník udílení Cen Sdružení filmových a televizních herců se konal 25. ledna 2009 ve Shrine Exposition Center v Los Angeles v Kalifornii. Ocenění se předalo nejlepším filmovým a televizním vystoupením v roce 2008. Nominace oznámily dne 18. prosince 2009 Angela Bassettová a Eric McCormack. Ceremoniál vysílaly stanice TNT a TBS. Speciální cenu získala James Earl Jones.

## Vítězové a nominovaní
Tučně jsou označeni vítězové.

### Film
| Nejlepší mužský herecký výkon v hlavní roli | Nejlepší ženský herecký výkon v hlavní roli |
| --- | --- |

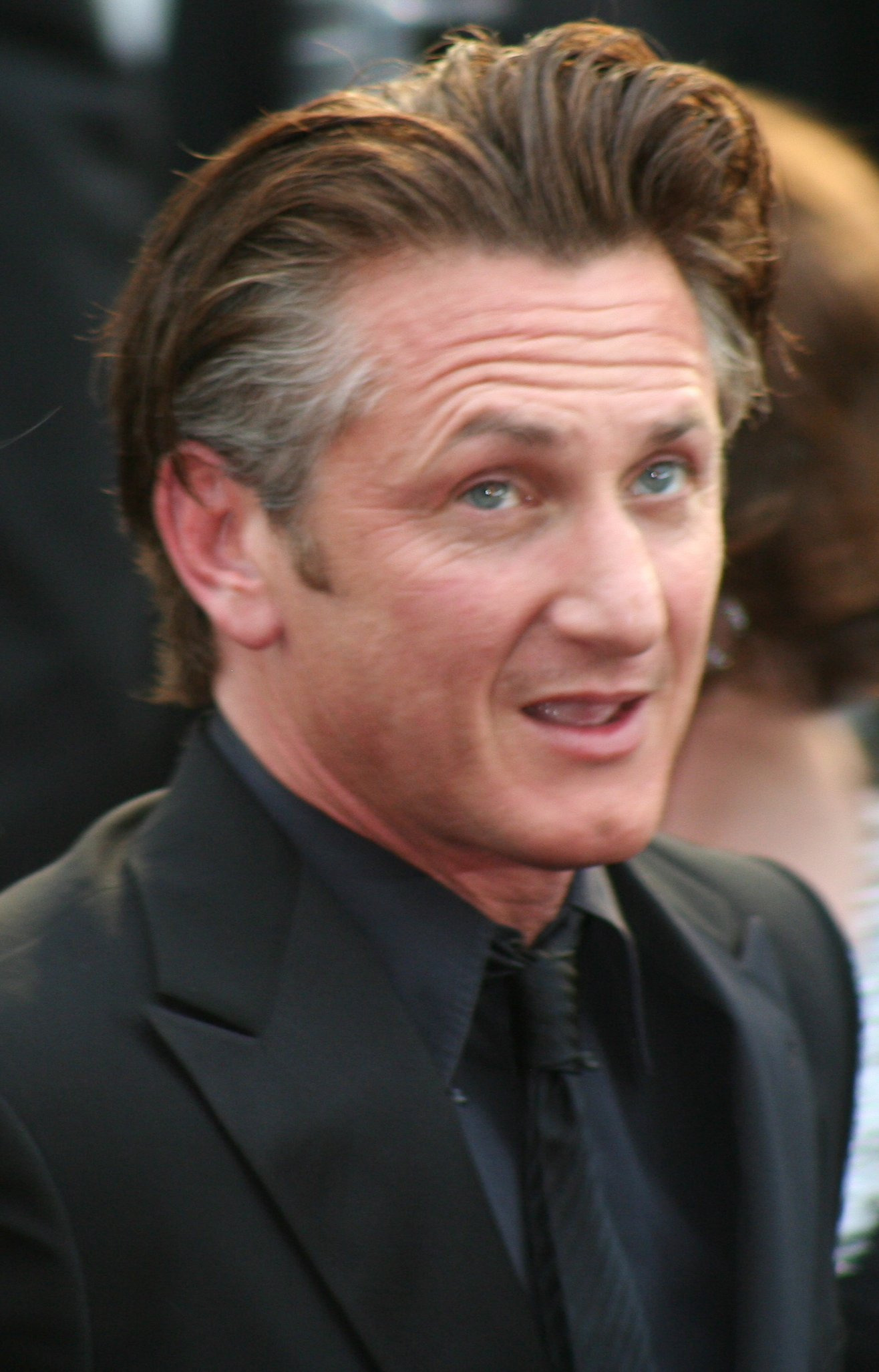
Sean Penn, vítěz v kategorii nejlepší mužský herecký výkon v hlavní roli

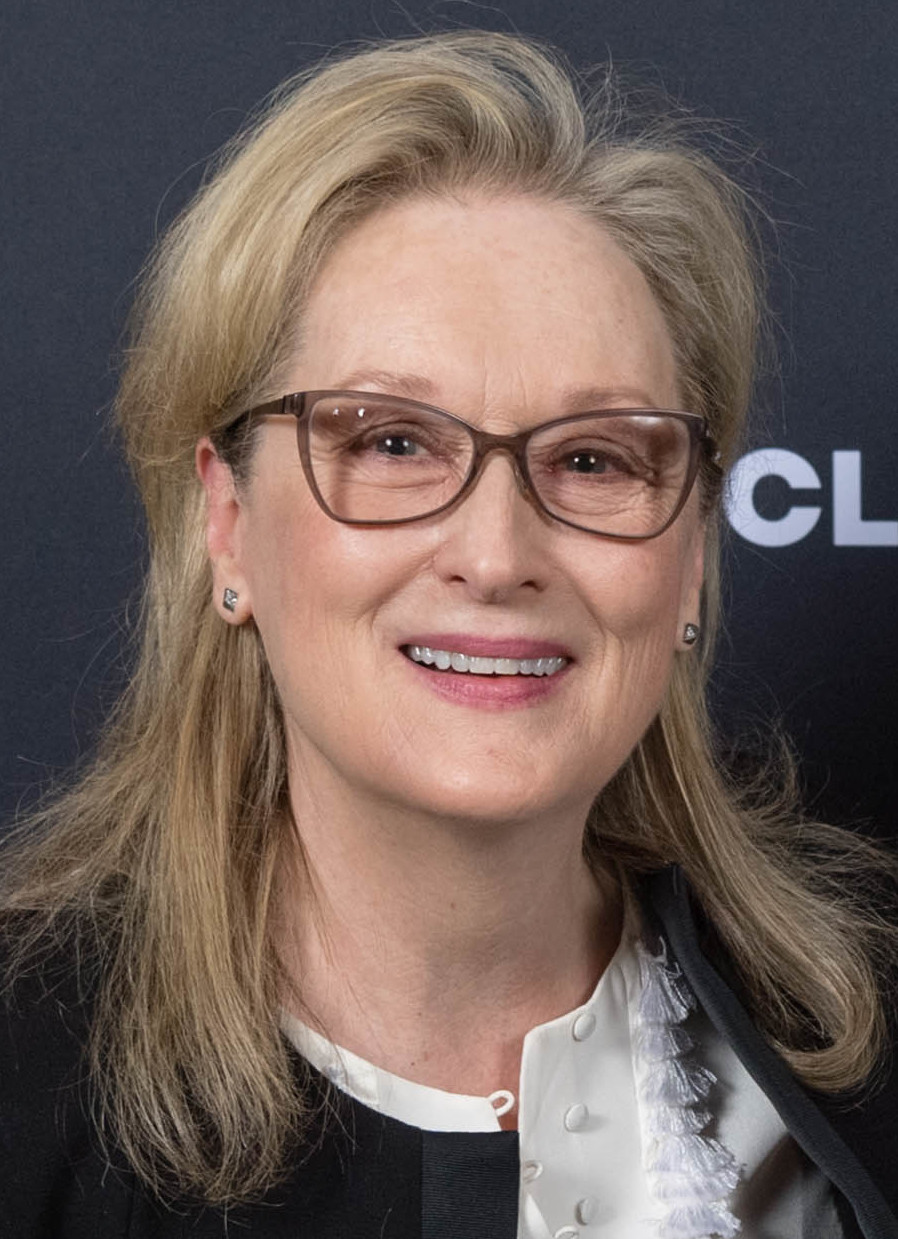
Meryl Streep, vítězka v kategorii nejlepší ženský herecký výkon v hlavní roli

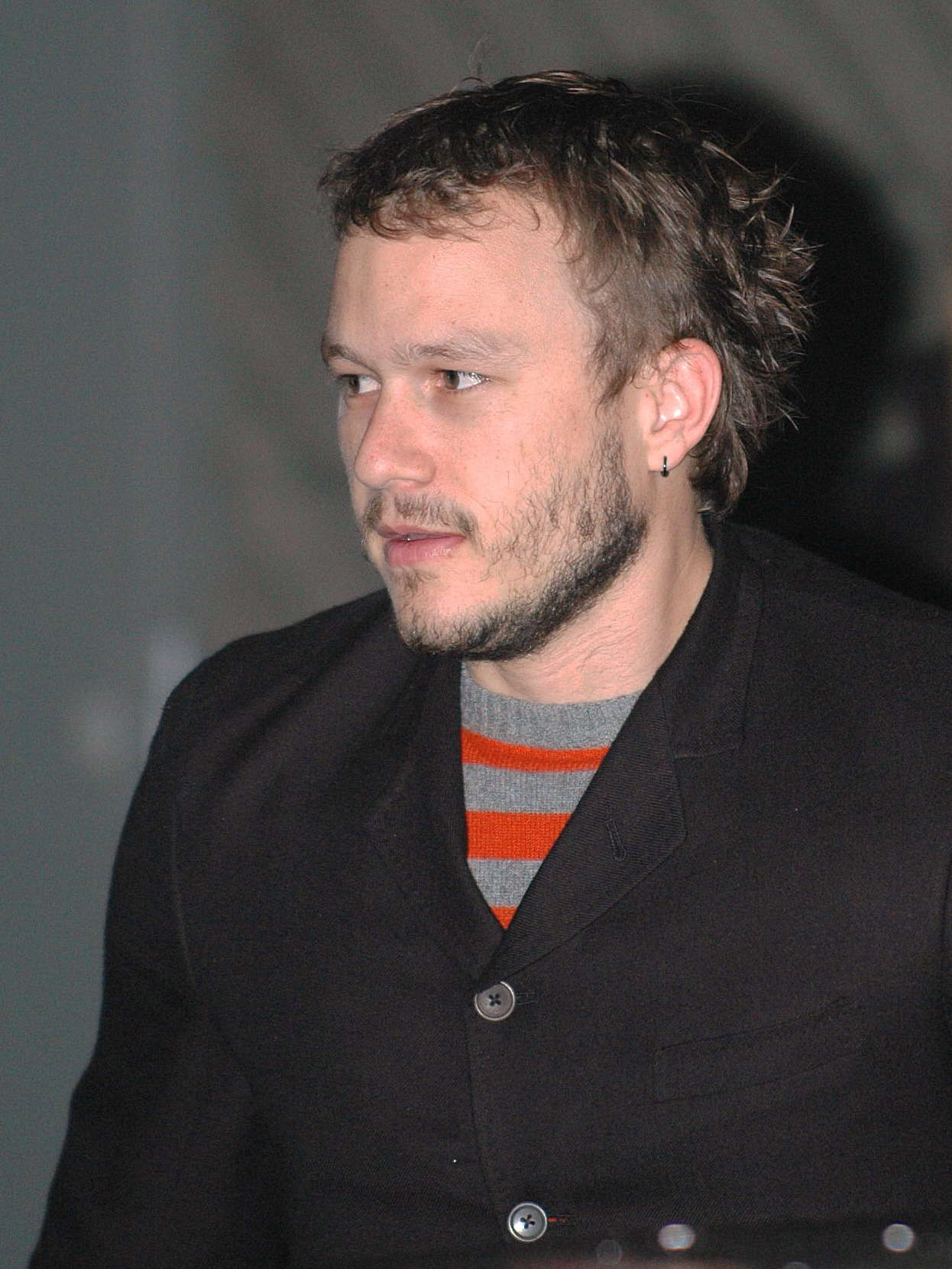
Heath Ledger, vítěz v kategorii nejlepší mužský herecký výkon ve vedlejší roli

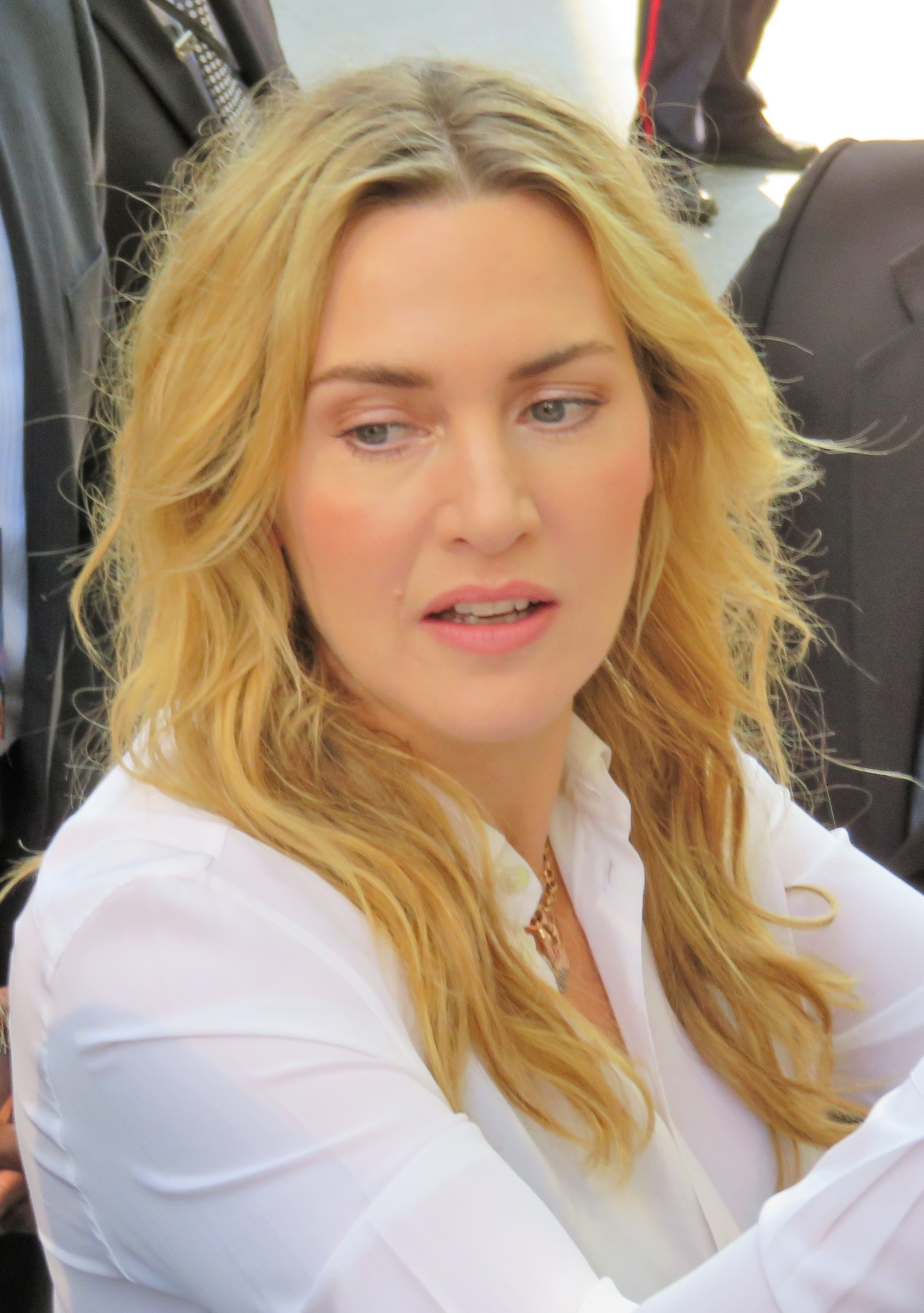
Kate Winslet, vítězka v kategorii nejlepší ženský herecký výkon ve vedlejší roli

| - Sean Penn jako Harvey Milk – Milk - Richard Jenkins jako Walter Vale – Nezvaný host - Frank Langella jako Richard Nixon – Duel Frost/Nixon - Brad Pitt jako Benjamin Button – Podivuhodný případ Bejamina Buttona - Mickey Roruke jako Randy Robinson – Wrestler                          | - Meryl Streepová jako sestra Aloysius Beauvier – Pochyby - Anne Hathawayová jako Kym – Rachel se vdává - Angelina Jolie jako Christine Collins – Výměna - Melissa Leo jako Ray Eddy – Zamrzlá řeka - Kate Winslet jako April Wheeler – Nouzový východ                |
| Nejlepší mužský herecký výkon ve vedlejší roli | Nejlepší ženský herecký výkon ve vedlejší roli |
| - Heath Ledger jako The Joker – Temný rytíř - Josh Brolin jako Dan White – Milk - Robert Downey Jr. jako Kirk Lazaraus – Tropická bouře - Philip Seymour Hoffman jako otec Brendan Flynn – Pochyby - Dev Patal jako Jamal Malik – Milionář z chatrče                                        | - Kate Winsletová jako Hanna Schmitz – Předčítač - Amy Adams jako sestra James – Pochyby - Penélope Cruz jako María Elena – Vicky Cristina Barcelona - Viola Davis jako paní Millerová – Pochyby - Taraji P. Henson jako Queenie– Podivuhodný případ Bejamina Buttona |
| Nejlepší obsazení ve filmu | |
| - Milionář z chatrče – Rubina Ali, Tanay Chheda, Ashutosh Lobo Gajiwala, Azharuddin Mohammed Ismail, Anil Kapoor, Irrfan Khan, Ayush Mahesh Khedekar, Tanvi Ganesh Lonkar, Madhur Mittal, Dev Patel, Freida Pinto - Podivuhodný případ Bejamina Buttona - Pochyby - Duel Frost/Nixon - Milk | |
| Nejlepší výkon kaskaderského souboru ve filmu | |
| - Temný rytíř - Hellboy 2: Zlatá armáda - Indiana Jones a království křišťálové lebky - Iron Man - Wanted | |

### Televize
| Nejlepší mužský herecký výkon v seriálu (drama) | Nejlepší ženský herecký výkon v seriálu (drama) |
| --- | --- |

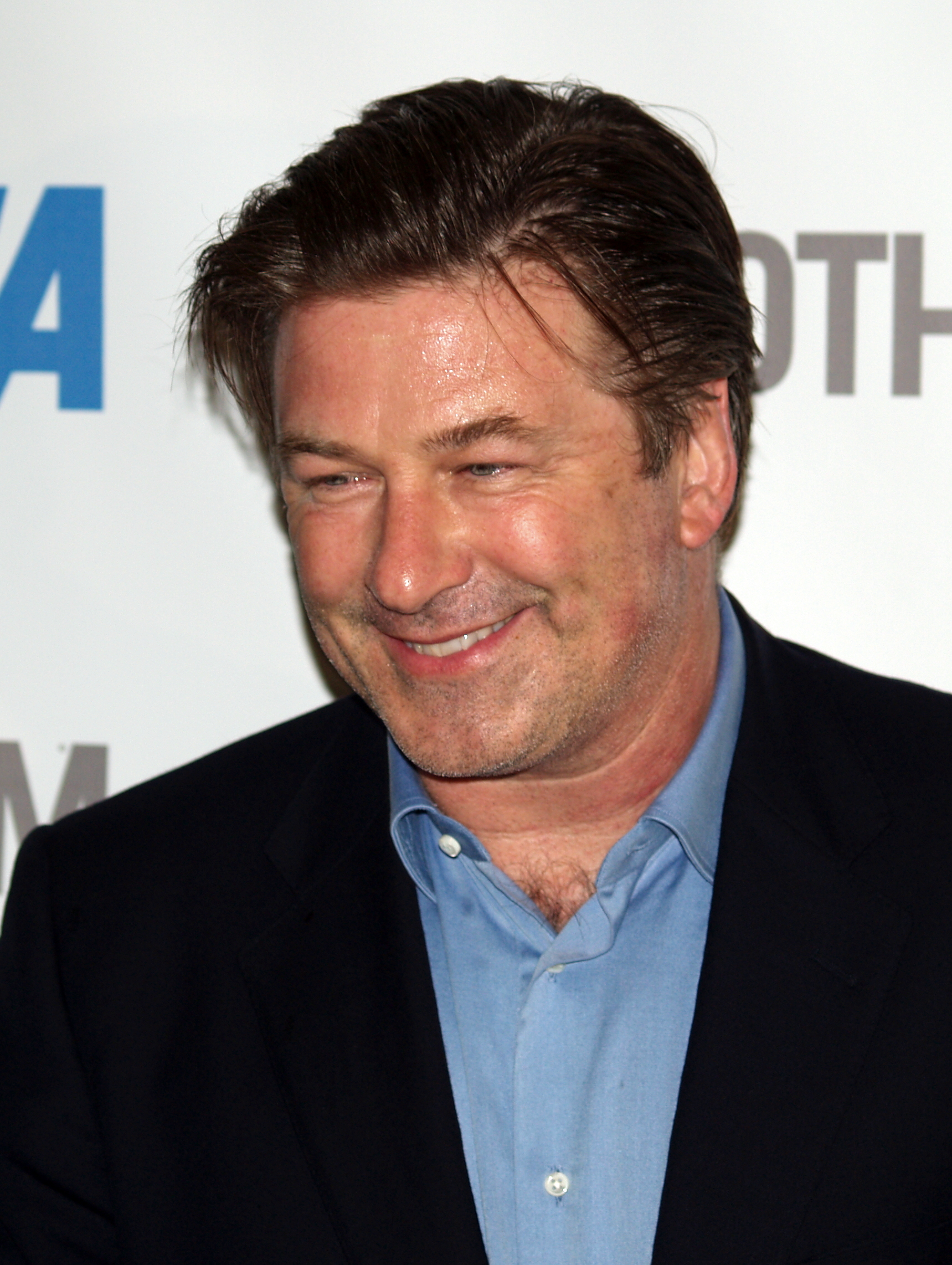
Alec Baldwin, vítěz v kategorii nejlepší mužský herecký výkon v hlavní roli (muzikál/komedie)

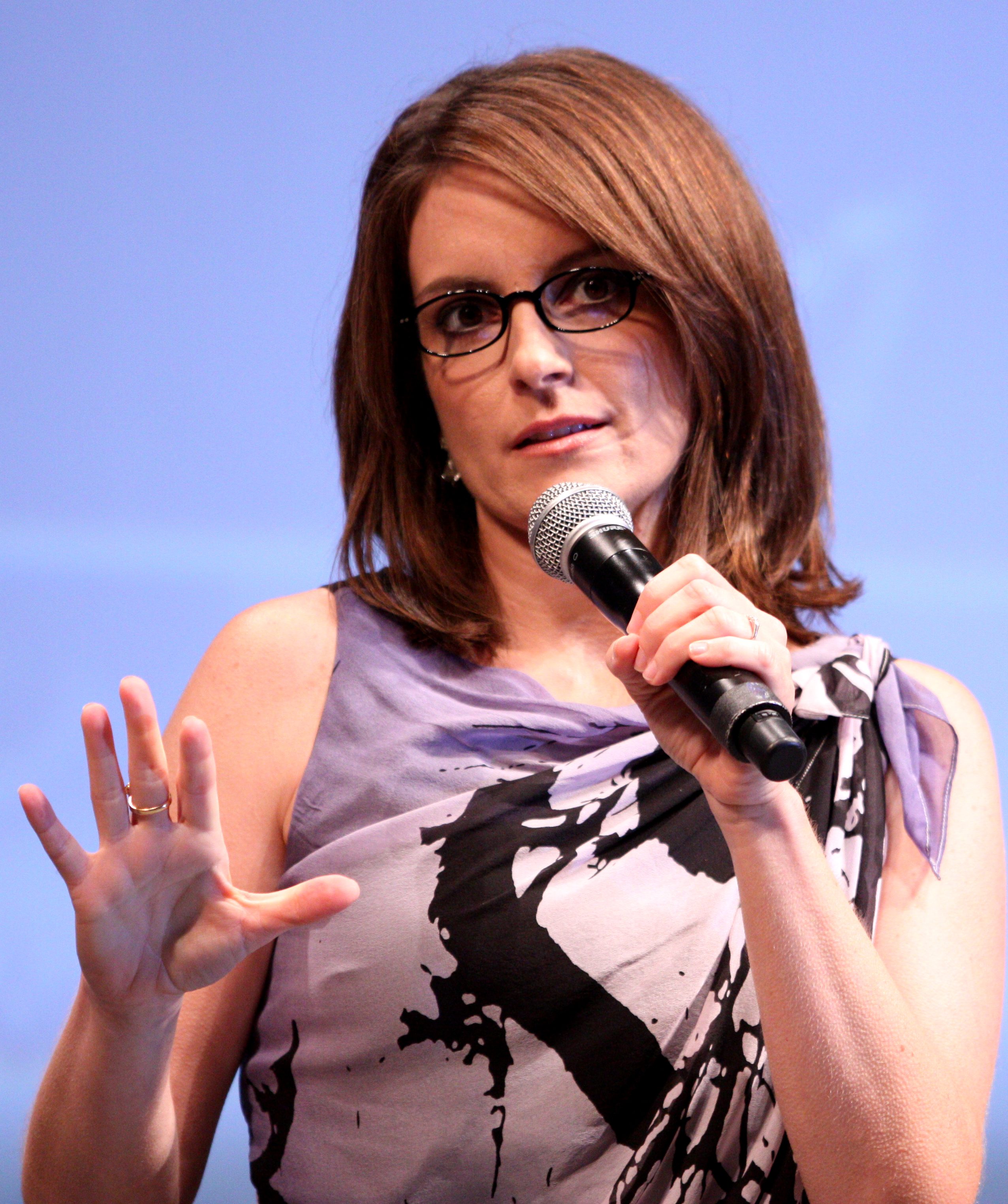
Tina Fey, vítězka v kategorii nejlepší ženský herecký výkon v hlavní roli (muzikál/komedie)

| - Hugh Laurie jako Dr. Gregory House – Dr. House - Michael C. Hall jako Dexter Morgan – Dexter - Jon Hamm jako Don Draper – Šílenci z Manhattanu - William Shatner jako Denny Crane – Kauzy z Bostonu - James Spader jako Alan Shore – Kauzy z Bostonu                                   | - Sally Fieldová jako Nora Walker – Bratři a sestry - Mariska Hargitay jako detektiv Olivia Benson – Zákon a pořádek: Útvar pro zvláštní oběti - Holly Hunter jako Grae Hanadarko – Božská mrcha - Elisabeth Mossová jako Peggy Olson – Šílenci z Manhattanu - Kyra Sedgwick jako Brenda Leigh Johnson – Closer |
| Nejlepší mužský herecký výkon v seriálu (komedie) | Nejlepší ženský herecký výkon v seriálu (komedie) |
| - Alec Baldwin jako Jack Donaghy – Studio 30 Rock - Steve Carell jako Michael Scott – Kancl - Tony Shalhoub jako Adrian Monk – Můj přítel Monk - David Duchovny jako Hank Moody – Californication - Jeremy Piven jako Ari Gold – Vincentův svět                                          | - Tina Fey jako Liz Lemon – Studio 30 Rock - Christina Applegate jako Samantha Newly – Samantha Who? - America Ferrera jako Betty Suarez – Ošklivka Betty - Mary-Louise Parker jako Nancy Botwin – Tráva - Tracey Ullman jako různé postavy – Zpráva o stavu manželství                                         |
| Nejlepší mužský herecký výkon v minisérii nebo TV filmu | Nejlepší ženský herecký výkon v minisérii nebo TV filmu |
| - Paul Giamatti jako John Adams – John Adams - Ralph Fiennes jako Bernard Lafferty – Bernard a Doris - Kevin Spacey jako Ron Klain – Nové sčítání hlasů - Kiefer Sutherland jako Jack Bauer – 24 hodin: Vykoupení - Tom Wilkinson jako Benjamin Franklin – John Adams                    | - Laura Linneyová jako Abigail Adams – John Adams - Laura Dern jako Katherine Harris – Nové sčítání hlasů - Shirley MacLaine jako Coco Chanel – Coco Chanel - Phylicia Rashad jako Lena Younger – Zatmění slunce - Susan Sarandon jako Dorris Duke – Bernard a Doris                                            |
| Nejlepší obsazení (drama) | |
| - Šílenci z Manhattanu – Bryan Batt, Alison Brie, Michael Gladis, Jon Hamm, Aaron Hart, Christina Hendricks, January Jones, Vincent Kartheiser, Mark Moses, Elisabeth Mossová, Kiernan Shipka, John Slattery, Rich Sommer a Aaron Staton - Closer - Dexter - Dr. House - Kauzy z Bostonu | |
| Nejlepší obsazení (komedie) | |
| - Studio 30 Rock – Scott Adsit, Alec Baldwin, Katrina Bowden, Tina Fey, Judah Friedlander, Jane Krakowski, Jack McBrayer, Tracy Morgan, Maulik Pancholy a Keith Powell - Kancl - Vicentův svět - Zoufalé manželky - Tráva                                                                | |
| Nejlepší výkon kaskaderského souboru | |
| - Hrdinové - Světla páteční noci - Closer - Útěk z vězení - Jednotka zvláštního určení | |